# Diccionario de uso del español
Le Diccionario de uso del español (Dictionnaire d'usage de l'espagnol) est une œuvre créée par la lexicographe espagnole María Moliner à partir de 1962.
Il existe trois versions. La première n'est plus éditée et suit la structure originelle de l'auteur. La seconde est réorganisée et les définitions sont assez différentes, dans le but de « compléter et donner une forme définitive aux matériels existants ». Cette seconde version, éditée par Gredos, est source de conflits entre l'éditeur et les héritiers de l'écrivaine.